# Ichalia (Thessalien)
Ichalia (griechisch Οιχαλία (f. sg.), auch Oihalia, Oichalia oder Ihalia transkribiert) ist eine Kleinstadt und ein Gemeindebezirk der griechischen Gemeinde Farkadona. Bis zur Verwaltungsreform 2010 war Ichalia eine eigenständige Gemeinde in der griechischen Region Thessalien. Im Jahr 2011 zählte der Gemeindebezirk 4781 Einwohner, davon entfielen 2357 Einwohner auf den gleichnamigen Stadtbezirk, der Rest auf vier weitere Ortsgemeinschaften. Ichalia ist auch als Neochori bekannt.

## Lage
Ichalia liegt in der thessalischen Ebene südwestlich von Elassona, westlich von Larisa, nordöstlich der Stadt Karditsa und östlich der Stadt Trikala. Ichalia ist mit der Nationalstraße 6 (Larisa–Trikala–Ioannina–Igoumenitsa) an das griechische Fernstraßennetz angeschlossen.

## Geschichte
Als Niochori (Νηοχώρι) wurde 1912 der Ort als Landgemeinde (kinotita) anerkannt, 1940 in Neochori und 1981 in Ichalia umbenannt. 1995 wurde die Gemeinde zur Stadtgemeinde (dimos) erhoben und 1997 durch die Eingemeindung von vier Nachbargemeinden erweitert. Zusammen mit der benachbarten Gemeinde Pellinei wurde Ichalia 2010 der Nachbargemeinde Farkadona einverleibt, wo es seither einen Gemeindebezirk bildet.
Nach dem Zweiten Weltkrieg und dem griechischen Bürgerkrieg sank die Einwohnerzahl, viele emigrierten ins Ausland. An das Elektrizitätsnetz wurde der Ort erst in den 1960er Jahren angeschlossen.

## Stadtteile
Der heutige Gemeindebezirk Ichalia besteht neben dem Hauptort aus den Ortsgemeinschaften Georgianades (336 Einwohner), Klokotos (572), Krini (733) und Petroto (783).

### Infrastruktur
Der Ort verfügt über eine Grundschule sowie eine weiterführende Schule (Gymnasium). Veranstaltungen im Freien finden auf dem quadratischen Marktplatz in der Stadtmitte statt.

## Bevölkerung
1981 betrug die Einwohnerzahl des Hauptortes 3221. Sie sank über 3271 (1991) und 2936 (2001) auf 2357 (2011).